# Metallothermische reductie
Metallothermische reductie is een chemisch proces dat gebruikt wordt om metalen te winnen uit mineralen. Het proces vindt plaats bij een hoge temperatuur (ordegrootte 1000°C), en er treedt een reductiereactie op die de (positieve) metaalionen omzet in metaalatomen. De techniek dient als alternatief voor het winnen van metalen waarbij metallurgische raffinage (wat in hoogovens plaatsvindt) niet mogelijk is.

## Magnesium
In 2003 waren metallothermische reductieprocessen verantwoordelijk voor 25% van de magnesiumproductie in de wereld, de andere 75% werd geproduceerd middels elektrolyseprocessen. De metallothermische reductie van magnesium wordt in de industrie hoofdzakelijk op drie manieren toegepast, en wel middels:
- Het Pidgeonproces: kleinschalig toegepast in China, Japan en Canada
- Het Bolzanoproces: toegepast in Italië en Brazilië
- Het Magnethermproces: toegepast in Frankrijk, de Verenigde Staten en in Japan

Alle drie de bovengenoemde processen zijn gebaseerd op een chemische (reductie)reactie van magnesiumoxide (MgO) met FeSi. Het Magnethermproces wordt van deze drie anno 2003 verreweg het meeste gebruikt, en was in dat jaar verantwoordelijk voor een productie van zo'n 65.000 ton magnesium.
Metallothermische reductie van magnesium levert een zeer zuiver magnesium op. Er ontstaat echter ook een grote hoeveelheid metaalslak.

## Titanium
Metallothermische reductie is verreweg het belangrijkste winningsproces voor de vorming van titanium. De reductie van de titaniumionen kan plaatsvinden door TiCl4 te laten reageren met natrium of met magnesium, zodat respectievelijk NaCl of MgCl2 ontstaat. De reactie met magnesium, dat ook wel het 'Krollproces' genoemd wordt, is verreweg het meest toegepast.